# Jestina Mukoko
Jestina Mukoko est une journaliste zimbabwéenne, dirigeant le Zimbabwe Peace Project (ZPP), une organisation qui milite pour les droits de l'homme au Zimbabwe.
Le 3 décembre 2008, à Harare elle est arrêtée et torturée par le régime zimbabwéen, accusée « d’entraîner des insurgés à l'étranger pour renverser le régime. ».